# Немцев, Семён Иванович
Немцев Семён Иванович (1918—1978) — командир взвода 21-го отдельного понтонно-мостового батальона 60-й армии Центрального фронта, Герой Советского Союза (17 октября 1943 года), лейтенант.

## Биография
Родился в деревне Павлово (ныне — Дорогобужский район Смоленской области) в семье крестьянина. Окончил техникум механизации, после чего работал на МТС. В армии с 1938 года. Окончил школу младших командиров.

### Участие в Великой Отечественной войне и подвиг
Участвовал в Великой Отечественной войне с 1941 года, тогда же окончил курсы младших лейтенантов.
7 октября 1943 года при форсировании реки Днепр под огнём противника организовал сборку парома и провёл его с десантом на другой берег.
Указом Президиума Верховного Совета СССР от 17 октября 1943 года, Немцеву Семёну Ивановичу было присвоено звание Героя Советского Союза.

### После войны
В отставке с 1947 года. Работал на машиностроительном заводе в городе Ступино.
Умер 20 ноября 1978 года. Похоронен в селе Лужники Ступинского района Московской области.

## Награды и звания
- Герой Советского Союза (медаль № 1769);
- орден Ленина;
- орден Красного Знамени;
- орден Отечественной войны I степени;
- медали.
- Почётный гражданин города Ступино.